# Lifeboat (album)
Lifeboat is het tweede studioalbum van Sutherland Brothers, die toen deze naam voor het eerst voerden. Het eerste album was kennelijk goed ontvangen want op dit album is er eigenlijk geen vaste  muziekgroep, er spelen allerlei (toen) bekende musici op mee. Het album is opgenomen in de twee Island Studios geduren de maanden juni, juli en augustus 1972. Producer was opnieuw Muff Winwood, die broertje Steve Winwood meenam. Het muziekalbum verscheen in eerste instantie via Island Records, maar werd later uitgegeven door CBS, de compact disc verscheen onder de vlag Sony Rewind. Pat Donaldson speelde eerder in folkbands Head Hands and Feet, Fortheringway en bij Sandy Denny. Na de release ging de band op tournee met Elton John; Goodbye Yellow Brick Road-toer.

## Musici
- Gavin Sutherland – zang, gitaar, blokfluit
- Iain Sutherland – zang, gitaar, harmonica
- John Bundrick, John Hawken, Steve Winwood – toetsinstrumenten
- Pat Donaldson, Bob Bonga – basgitaar
- Dave Mattacks – slagwerk

## Composities
| Nr. | Titel                        | Duur |
| --- | ---------------------------- | ---- |
| 1.  | Lady like you (Iain)         | 3:40 |
| 2.  | Lifeboat (Gavin)             | 2:55 |
| 3.  | Where do we go wrong (Gavin) | 3:45 |
| 4.  | Ireland (Iain)               | 3:25 |
| 5.  | All I got is you (Iain)      | 3:15 |

| Nr. | Titel                      | Duur |
| --- | -------------------------- | ---- |
| 1.  | Space hymn (Gavin)         | 3:30 |
| 2.  | Change the wind (Gavin)    | 4:05 |
| 3.  | Sailing (Gavin)            | 2:29 |
| 4.  | Love is my religion (Iain) | 4:20 |
| 5.  | Real love (Iain)           | 4:45 |

De ballad Sailing verscheen op single maar haalde de Nederlandse Top40 niet. Later in een uitvoering van Rod Stewart was het daaruit niet weg te krijgen; vier weken op nummer 1. Een andere uitvoering van Sailing is te vinden op Long Misty Days van Robin Trower, bluesachtige hardrock.